# Kendra Wilkinson
Kendra Leigh Wilkinson Baskett (San Diego, Califórnia, 12 de junho de 1985) é uma modelo, atriz e socialite americana. É mais conhecida por seu papel no reality show The Girls Next Door, ao lado de seu ex-namorado Hugh Hefner e mais as duas outras namoradas de Hefner, Holly Madison e Bridget Marquardt. Kendra foi coelhinha da Playboy, além de cinco vezes Capa da revista - sendo a última em Dezembro de 2010, com fotos antigas e inéditas. Apesar disso, nunca foi uma Playmate. Kendra tem seu próprio reality show, exibido pelo canal E!, onde mostra sua vida após deixar a mansão Playboy.

## Biografia
Kendra Wilkinson nasceu em San Diego, California e tem ascendência inglesa e ucraniana. É a mais velha de dois filhos, seu irmão mais novo se chama Colin. Sua mãe, Patti, é natural de Cherry Hill, Nova Jersey e foi animadora de torcida pelo Philladelphia Eagles. Seu pai, Eric, foi criado em Bryn Mawr, Pensilvânia e Ocean City, Nova Jersey antes de se mudar para San Diego, Califórnia aos 15 anos. Patti e Eric se casaram no dia 5 de novembro de 1983. Eles se divorciaram em 25 de março de 1994 quando Kendra tinha 9 anos. Sua avó Gloria Wilkinson morreu em dezembro de 2004. Seu avô, Dr. William Wilkinson, atualmente mora em Hamburgo na Alemanha. Sua avó materna se chama Mary Stotz. Kendra cresceu em Clairemont, uma comunidade de classe-média no centro de San Diego, cursou a Clairemont High School, a qual se graduou em 2003. Jogou softbol por 6 anos no time Clairemont Bobby Sox.

## Carreira
Kendra conheceu Hugh Hefner no aniversário de 78 anos dele em abril de 2004, onde foi contratada para ser umas das "garotas pintadas". Após Hefner ver sua foto, tirada pelo fotógrafo Kim Riley em um fax na mansão Playboy, ele quis saber quem era ela. Pouco tempo depois que eles se conheceram, Hefner perguntou a Kendra se queria ser uma de suas namoradas: Kendra mudou para a mansão Playboy com seus dois cachorros, Raskal e Martini. Ela aparecia no canal televisivo E! em um reality show chamado The Girls Next Door, onde mostrava a vida de Hefner e suas namoradas Holly Madison e Bridget Marquardt. Ela se mudou da mansão Playboy em 2009 e atualmente tem seu próprio reality show, chamando Kendra que é apresentado pelo canal E!, o qual mostra sua nova vida morando com seu marido Hank Baskett, cuidando do seu bebê, etc.
Kendra fez vários atuações em diferentes séries de televisão, como em Las Vegas e Entourage. Também apareceu no clip do Akon "Smack That". Enquanto isso, no set de filmagem de "Smack That", Eminem, que participa vocalmente na canção, jogou água no rosto de Kendra, provocando assim um conflito entre os dois. O incidente foi discutido na série The Girls Next Door. Em 2006, ela apareceu na Edição Especial da Playboy entre as 100 mais Sexys. Em 2007, ela apareceu no clipe da banda Nickelback "Rockstar" junto com Holly Madison e Bridget Marquardt. Elas também tiverem uma pequena participação em 2006 no filme Todo Mundo em Pânico 4. Kendra também mostrou seu lado criativo como rapper no MTV's Celebrity Superstar que foi ao ar dia 30 de agosto de 2007.
Cantou com Ludacris em "Fantasy", em resposta à pergunta feita pelo apresentador do show, "Kendra consegue "mover sua boca" mais rápido que ela move seu bumbum?". Ela ficou no segundo lugar, perdendo para Shar Jackson. Kendra declarou que sua meta em sua carreira é se tornar uma massagista terapeutica ou uma anunciante esportiva. Em dezembro de 2005 ela se tornou uma "blogueira" regular na coluna do site do Philadelphia Eagles, o time onde sua mãe foi uma animadora de torcida profissional e onde seu marido joga.
Kendra estrela um programa parecido ao que era do Girls Next Door, titulado como Kendra, onde mostra sua vida após sair da mansão Playboy e ficar noiva do então jogador do Philadelphia Eagles, Hank Baskett. Seu novo reality vem quebrando recordes. Com 2.6 milhões de telespectadores, nenhuma série tinha feito tanto sucesso desde 2002 com a série "The Anna Nicole Show".

## Vida pessoal
Em 13 de agosto de 2008, o Jornal "The Wall Street Journal" postou em sua primeira página, que Kendra era celebridade que mais apreciava da rede de restaurantes italiano Olive Garden. Kendra descreveu Olive Garden como quem "alimenta minha alma".
- Em 22 de setembro de 2008, o "The international Business Times" publicou que Kendra estaria noiva de Hank Baskett [9] do Philadelphia Eagles, mas Kendra negou estar noiva em sua página oficial do MySpace.[10] Mas em 7 de Outubro de 2008, em uma entrevista no programa Chelsea Lately, Kendra admitiu estar tendo um relacionamento com Hank.[11][12][13][14]
- Em 6 de novembro de 2008, o site E! anunciou que Kendra e Hank estavam noivos. Depois de Hank pedir Kendra em casamento no sábado anterior no Space Needle, em Seattle, Washington.
- Em 10 de junho de 2009, Kendra anunciou que ela e Baskett estão esperando seu primeiro filho.[15] A chegada do bebê estava prevista para 25 de Dezembro de 2009, mas ele nasceu 14 dias antes, no dia 11.[16] Bridget Marquardt foi a anfitriã do chá de bebê,[17] realizado em Los Angeles. Kendra disse ao E! que o ícone da Playboy Hugh Hefner será o padrinho de batismo do bebê que está a caminho. "Ele ficou meio, "Oh Meu Deus" e então ele chorou… Hef vai ser o Padrinho, " Disse Kendra.[18]
- Kendra casou-se com Hank em 27 de junho de 2009 na mansão Playboy.[1] Apesar de que inicialmente Hugh Hefner anunciou que queria levar a noiva, o irmão de Kendra, Collin, andou com ela pelo caminho levando-a ao noivo. A família de Kendra acompanhou as antigas estrelas de "Girls Next Door", Holly Madison e Bridget Marquardt.[19][20] A revista "US Weekly" pagou ao casal US$ 120 000 dólares pelas fotos exclusivas do casamento. Mas a morte de Michael Jackson acabou com os planos das fotos saírem na capa. "Eles estavam tentando sair dessa de pagar muito porque eles têm que pôr Michael na capa", disse uma fonte. "Mas os documentos já foram assinados", disse uma representante da revista US, "As fotos do casamento foram tiradas depois da morte de Michael".[21]

Kendra deu à luz o seu primeiro filho no dia 11 de dezembro de 2009, fruto do casamento com Hank Baskett, a criança também se chama Hank.

## Filmografia
- O Amor Custa Caro (2003) (Longa-metragem)
- Todo Mundo em Pânico 4 (Kendra)
- Óscar 1998 (Personalidade Convidada)
- How I Met Your Mother (episódio 12 da quarta temporada) (Kendra)